# 散穗弓果黍
散穗弓果黍（学名：Cyrtococcum patens var. latifolium）为禾本科弓果黍属下的一个变种。